# عدم تعادل الکترولیت
عدم تعادل الکترولیت یا عدم تعادل آب و الکترولیت، اختلال در غلظت الکترولیت‌ها در بدن است. الکترولیت‌ها نقش حیاتی در حفظ هموستاز در بدن دارند. آن‌ها به تنظیم عملکرد قلب و سیستم عصبی، تعادل مایعات، تحویل اکسیژن، تعادل اسید و باز و موارد دیگر کمک می‌کنند. عدم تعادل الکترولیت‌ها با مصرف زیاد یا کم و همچنین دفع بسیار کم یا زیاد آن‌ها بروز می‌کند.
اختلالات الکترولیت در بسیاری از فرآیندهای بیماری دخیل و بخش مهمی از مدیریت مریضی بیمار را بر عهده دارند. علل، شدت، درمان و پیامدهای این اختلالات بسته به الکترولیت دخیل می‌تواند بسیار متفاوت باشد. جدی‌ترین اختلالات الکترولیت شامل ناهنجاری در سطح سدیم، پتاسیم یا کلسیم است. عدم تعادل الکترولیت‌ها کمتر رایج است و اغلب همراه با تغییرات عمده الکترولیت رخ می‌دهد. کلیه مهم‌ترین اندام در حفظ تعادل مایعات و الکترولیت‌های مناسب است، اما عوامل دیگری مانند تغییرات هورمونی و استرس فیزیولوژیکی در آن نقش دارند.
سوء مصرف ملین یا اسهال و استفراغ شدید می‌تواند منجر به کم‌آبی بدن و عدم تعادل الکترولیت شود. افرادی که از سوءتغذیه رنج می‌برند در معرض عدم تعادل الکترولیت هستند. عدم تعادل شدید الکترولیت‌ها باید با دقت درمان شوند وگرنه ممکن است به سندرم تغذیه مجدد تبدیل شود.

## عملکرد کلی
الکترولیت‌ها مهم هستند زیرا سلول‌ها (به ویژه سلول‌های عصبی، قلب و ماهیچه) برای حفظ ولتاژ در غشای سلولی خود از آن استفاده می‌کنند. الکترولیت‌ها عملکردهای متفاوتی دارند و یکی از مهم‌ترین آن‌ها انتقال تکانه‌های الکتریکی بین سلول‌ها است. کار کلیه حفظ غلظت الکترولیت خون در بدن است. به‌عنوان‌مثال، در حین ورزش سنگین، الکترولیت‌ها در عرق از بین می‌روند، به ویژه به شکل سدیم و پتاسیم. کلیه‌ها همچنین می‌توانند ادرار رقیق تولید کنند تا سطح سدیم متعادل شود. این الکترولیت‌ها باید جایگزین شوند تا غلظت الکترولیت مایعات بدن ثابت بماند. هیپوناترمی یا کمبود سدیم، شایع‌ترین نوع عدم تعادل الکترولیت است.